# Steve Prefontaine
Steve Roland «Pre» Prefontaine (Coos Bay, Oregón; 25 de enero de 1951-Eugene, Oregón; 30 de mayo de 1975) fue un atleta estadounidense especialista en carreras de fondo y medio fondo, que compitió en los Juegos Olímpicos de Múnich 1972. Ostentó las plusmarcas nacionales en siete diferentes pruebas desde los 2000 m hasta los 10 000 m. Murió a la edad de 24 años en un accidente automovilístico.
Junto a Jim Ryun, Frank Shorter, y Bill Rodgers, atrajo una considerable cobertura de los medios de comunicación que provocó el apogeo de la práctica de carreras a pie en los Estados Unidos durante los años 1970. 

## Primeros años
Steve Prefontaine nació el 25 de enero de 1951 en la ciudad costera de Coos Bay, estado de Oregón. Su padre, Raymond Prefontaine, era un carpintero y soldador que también había sido parte de las fuerzas armadas de los Estados Unidos en la Segunda Guerra Mundial. Su madre, Elfriede, trabajó como costurera. Ambos se fueron a vivir a Coos Bay, después que Ray le había conocido en Alemania mientras era parte de las fuerzas de ocupación estadounidense en este país. Steve —junto a sus hermanas, Neta y Linda— creció en una casa construida por su propio padre.
Ya desde sus primeros años de vida, Prefontaine daba muestras de una personalidad inquieta. De hecho, muchas actividades llamaban su atención. En los primeros años de secundaria participaba en los equipos de fútbol americano y baloncesto, pero raramente se le permitía participar debido a su corta estatura. En el octavo curso, sin embargo, se percató del entrenamiento de los corredores de campo a través en los alrededores del campo de fútbol. Aunque consideraba esa disciplina un tanto ordinaria, al final de ese año se dio cuenta de que podía competir en distancias largas mientras practicaba en su clase de educación física y durante las tres semanas de acondicionamiento para dichas pruebas. Para la segunda semana, en la que se corría una milla diaria, pudo terminar en el segundo puesto del grupo. Satisfecho con este «descubrimiento» personal, se dedicó por entero a las carreras de campo a través.

## Secundaria (1965–1969)
Cuando estudiaba en la secundaria Marshfield High en 1965, se unió al equipo de campo a través, bajo la dirección  de  Walt McClure, Jr. McClure, por su parte, era entrenado por Bill Bowerman en la Universidad de Oregón, mientras que su padre,  Walt McClure, había sido dirigido por Bill Hayward, también en Oregón.
En el noveno y décimo curso de secundaria, Prefontaine tuvo un buen desempeño, ya que su mejor  récord personal en la carrera de la milla fue de 5:01. Pese a que iniciaba en la séptima posición en el arranque, pudo ascender al segundo puesto al final del año y se ubicó en la posición 53 del campeonato estatal. Sin embargo, no logró clasificar en su especialidad de las dos millas para el campeonato estatal. Pese a todo, para este tiempo su entrenador comenzaba a darse cuenta de su enorme potencial.
Aconsejado por su entrenador de secundaria, Walt McClure, comenzó a entrenar duro en el verano. El resultado de su esmero fue inmediato, al terminar invicto en la temporada de carreras a campo través de categoría junior que incluía el título estatal.
Ya en su último año de secundaria tenía sus metas personales cumplidas. Obtuvo el récord nacional en el evento Corvallis Invitational con un registro de  8:41,5, un segundo y medio más de lo que se había propuesto, pero que había rebajado en 6,9 segundos la anterior marca. Ese mismo año, ganó dos títulos estatales en otra temporada invicto, tanto en la prueba de una milla como en la de dos millas.
Debido a estos logros, Prefontaine era pretendido por 40 instituciones educativas superiores a lo largo del país, por lo que le llegaban numerosas llamadas telefónicas, cartas y visitas personales de entrenadores. La mayoría de estas invitaciones las refería a su entrenador McClure, quien deseaba que su pupilo tomase en cuenta a la Universidad de Oregón. McClure descartó aquellas instituciones que lo habían pretendido a última hora. Además, el entrenador trató de no influenciar la última decisión de Prefontaine, aunque le insinuó que la mejor opción era aquella que la mayoría de corredores nacionales adoptaban, en clara referencia a la Universidad de Oregón.
Por tanto, el deseo del corredor era permanecer en su estado natal e inscribirse en la Universidad de Oregón. Sin embargo, estaba un tanto decepcionado al no haber recibido ninguna invitación de Bill Boweman, el entrenador principal de dicha universidad. Apenas recibía una que otra carta al mes de esta institución, mientras que otras universidades, como la de Vilanova, persistían en matricularlo. De hecho, él no sabía qué tan interesado estaba Bill Bowerman para que se inscribiera en la Universidad de Oregón. Bowerman, por su parte, dejaba en claro que Prefontaine no era diferente de otros atletas. Precisamente, él les aconsejaba donde inscribirse, cualquiera fuera el lugar, aparte que no era lo suyo saturar con correspondencia a las jóvenes promesas. Pese a todo, Bowerman había seguido la carrera de Prefontaine desde sus años de secundaria y estaba de acuerdo con McClure que podía ser un buen corredor en el futuro.
No fue hasta que Prefontaine leyó una carta escrita por el mismo Bill Bowerman que se decidió a inscribirse en la Universidad de Oregón. Bowerman le expresó que estaba seguro de que Prefontaine se convertiría en el mejor atleta en carreras de larga distancia si se decidía a representar a esta institución. Pese a que eran palabras inciertas, el atleta se decidió a tomar el reto. Después de que Prefontaine anunció que había firmado una carta de compromiso para matricularse en la Universidad de Oregón el 1 de mayo de 1969, Bowerman escribió otra carta a la comunidad de Coos Bay en la que exponía su agradecimiento en la formación de Steve como un gran corredor.

## Etapa en el college (1970–1973)
En el año 1972, Prefontaine comenzó a entrenarse para los Juegos Olímpicos de Múnich. En esos años había sido superado dos veces mientras se encontraba en el college, en ambas ocasiones en la carrera de la milla. Por el contrario, había ganado cuatro veces la carrera de los 5000 m, tres de ellas de forma consecutiva. Por otra parte, aunque sería superado en otras dos ocasiones en la carrera de la milla, logró ganar tres campeonatos de carreras de campo a través en la NCAA División I, y cuatro carreras consecutivas de 5000 m en la pista atlética. 
A medida que transcurría el tiempo, Prefontaine se transformó en un corredor agresivo, que insistía en darlo todo de sí mismo sin dar ventaja cuando tomaba el liderato. Reconocido por su melena y espeso bigote, se dice que alguna vez expresó: «Nadie gana una carrera de 5000 metros trotando los primeros 3000 metros. Eso no resulta conmigo». Y también: «Lo daré todo y será una carrera frenética. Al final, si resulta, seré yo quien la gane». A pesar de que usualmente tomaba la punta de la carrera desde el inicio, en vez de mantenerse por detrás del grupo de los competidores hasta la última vuelta, Prefontaine demostraba que era un atleta veloz; y su mejor tiempo para la carrera de la milla (3:54,6) era apenas de 3,5 segundos por detrás de la marca mundial de esos años.
Pronto se convirtió en una celebridad local, y los gritos de «Pre! Pre! Pre!» se hicieron frecuentes en el Hayward Field, el centro más importante del atletismo estadounidense. Los fanáticos de Prefontaine asistían con camisetas con la palabra «Legend» (Leyenda) al frente, mientras que los rivales lo hacían vistiendo otras con una señal de alto con la frase «STOP PRE» (detengan a Pre). Su incipiente fama le hizo ganar atención a nivel nacional y la revista Sports Illustrated lo mostró en su portada cuando tenía apenas 19 años.
Cuando Prefontaine implantó el récord nacional de los 5000 m, se ganó el derecho para asistir a los Juegos Olímpicos de Múnich 1972. En los juegos, logró llegar a la final en la que tomó la punta del grupo de corredores en los últimos 1500 m, cambiando el ritmo lento de los primeros 3000 m. Mientras se mantenía en el segundo puesto al iniciar la última vuelta, comenzó a quedar rezagado al tercer puesto en los últimos 200 m. El finlandés Lasse Virén tomó el liderato en el tramo final al superar al medallista de plata Mohammed Gammoudi. Prefontaine terminó agotado en los últimos 30 m, por lo que el británico  Ian Stewart le superó para agenciarse el tercer lugar a 10 metros de la línea de meta, privándole de su primera medalla olímpica.
En los cuatro años que se mantuvo en la Universidad de Oregón, Prefontaine ganó todas las carreras a nivel de college en las pruebas de 5000 m y 10 000 m. Ya en su último año, no pudo hacerse de la victoria únicamente en tres ocasiones, todas en la prueba de la milla. Fue en esta temporada que se vio involucrado en una disputa con la  Amateur Athletic Union (AAU), que exigía a los atletas de estatus amateur en los Juegos Olímpicos que rechazasen pagos por presentaciones en la pista atlética. Muchos criticaban esta disposición, ya que estos deportistas atraían gran cantidad de público, lo que generaba mucho dinero en ganancias, mientras ellos debían soportar sus propios gastos sin apoyo alguno. De hecho, la AAU les quitaba la categoría de amateur si firmaban algún contrato. Debido a que Prefontaine recibía indumentaria de Nike, estaba en la mira de la institución.

## Después de la Universidad (1974–1975)
Terminada su carrera en la Universidad de Oregón, inició su preparación para los Juegos Olímpicos de 1976 que tendrían lugar en Montreal. Mientras corría para el Oregon Track Club, «Pre» implantó marcas nacional en cada carrera en el rango de 2000 m a 10 000 m. Para 1974, fue invitado para dar una conferencia en un banquete que se celebró en la ciudad de Eugene, Oregón, la noche previa al campeonato junior de campo a través. Allí Prefontaine habló de la importancia de este tipo de carreras bajo su propio punto de vista. Después de su muerte, este discurso escrito por Prefontaine le fue entregado a su familia.

## Fallecimiento
El día 29 de mayo de 1975, un grupo de atletas finlandeses participaban en una competencia de la NCAA en la ciudad de Eugene. Terminado el certamen, que incluyó una carrera ganada por Prefontaine, finlandeses y estadounidenses celebraron una fiesta. En horas tempranas del día 30 de mayo, al partir de la reunión, Prefontaine conducía en el bulevar Skyline al este del campus de la Universidad de Oregón, cerca de Hendricks Park, cuando su vehículo MGB convertible del año 1973 volcó en un paredón de piedra y quedó volteado, dejando a Prefontaine atrapado. Un vecino observó la escena y atestiguó que el atleta se encontraba de espaldas, aún con vida pero inmovilizado. Cuando los médicos arribaron a la escena, ya había fallecido. La policía de Eugene reportó que el nivel de alcohol en la sangre era de 0.16; aunque la certeza de dicho reporte ha sido controvertida por otros procedimientos.
Los restos de Prefontaine se encuentran en el parque memorial de su ciudad natal Coos Bay.

### Legado
El periódico The Register-Guard de Eugene declaró que la muerte del deportista había sido «el final de una era». Al momento de su fallecimiento, Prefontaine era probablemente el atleta más popular en Oregón, y junto a  Jim Ryun, Frank Shorter y Bill Rodgers, fue responsable del «boom» de la práctica de carreras en los años 1970 en los Estados Unidos. En su memoria, desde 1975 se celebra una reunión anual de atletismo en Eugene: el Prefontaine Classic, que actualmente forma parte de la Liga de Diamante.
A través de su carrera deportiva ganó 120 de 153 eventos en los que participó, y nunca perdió un certamen a nivel del college (NCAA) en la Universidad de Oregón.

### Memoriales

#### La «Roca de Pre»

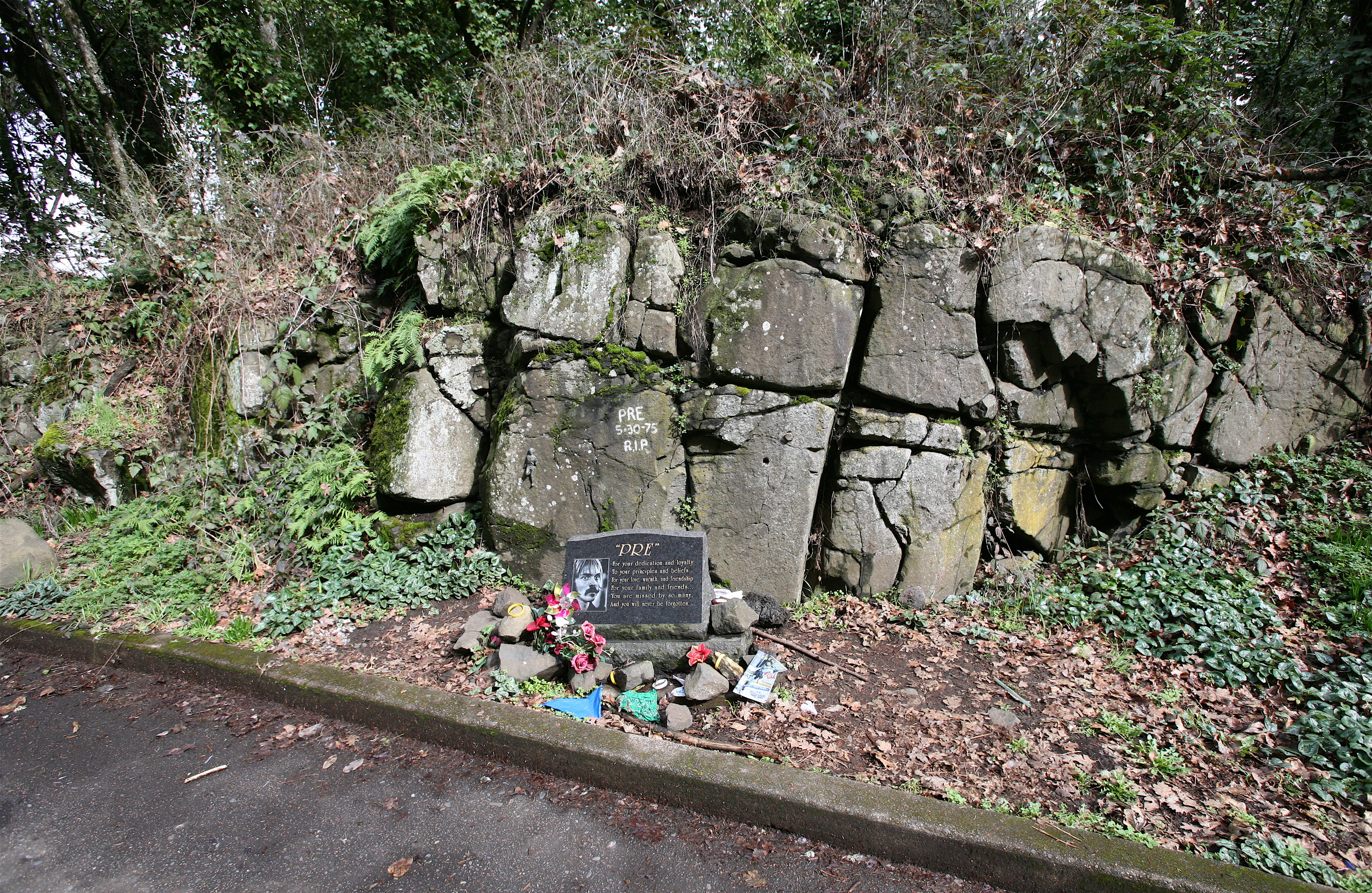
La roca de Pre.

La «Roca de Pre» (Pre's Rock) es un memorial localizado en el sitio donde Prefontaine murió. Allí se encuentra una placa con una fotografía del atleta en la que se lee:

Por tu dedicación y lealtad 
Por tus principios y creencias...
Por tu amor, calidez, y amistad
Por tu familia y amigos...
Te extrañamos
Y nunca te olvidaremos... 

Los corredores que se inspiran en la vida de Prefontaine han dejado allí objetos en su memoria en homenaje a su influencia en el atletismo, los cuales incluyen los números que se portan en los eventos, así como medallas y zapatillas. Estas muestras de respeto se han convertido en una tradición que ha tomado importancia en cada certamen celebrado en Eugene.
La «Roca de Pre» se instituyó en el mes de diciembre de 1997 y se reconoce como el «Parque Memorial Prefontaine» entre los parques públicos de Eugene. La roca se encuentra frente al río Willamete y cerca del denominado «sendero de Pre».

#### Otros memoriales
El Memorial Prefontaine —en el que se muestra su rostro en relieve, récords, y fecha de nacimiento— se encuentra ubicado en el Centro Turístico de Coos Bay. En el 2008, diez placas se instalaron en ese lugar, que también está cercano a la ruta donde el atleta se entrenaba. Dichas placas ostentan la imagen de Prefontaine tomada del anuario escolar, así como frases y récords durante su estadía en Coos Bay. Fueron entregadas por la Oficina de Turismo de Oregón, la Oficina de Convenciones y Turismo de Coos Bay y Bend North, y el Comité del Memorial de Prefontaine
En el tercer sábado del mes de septiembre de cada año se celebra una carrera en memoria de Prefontaine, de 10 km de distancia.
El museo de arte de Coos aloja una sección dedicada al atleta. Incluye medallas y el par de zapatillas que usó cuando implantó el récord nacional de los 5000 metros en Hayward Field.
En 1983 Prefontaine fue ingresado al Salón de la Fama de Oregón, donde se exhiben sus zapatillas, camisetas y otros objetos personales. Fue ingresado también al Salón de la Fama del Atletismo Estadounidense, localizado en Manhattan donde se exhiben sus uniformes de la Universidad de Oregón.
La pista de atletismo de la secundaria de Pete Susick está dedicada a su memoria desde el mes de abril de 2001.
La empresa Nike realizó un vídeo comercial titulado «Pre vive» (Pre Lives) en el que se realza su espíritu deportivo. Para el 30 aniversario de su muerte, la empresa dedicó un memorial en Sports Illustrated, y produjo un comercial en su honor. También uno de sus edificios ostenta su nombre.

## Apariciones en películas y documentales
La biografía de Steve Prefontaine ha sido retomada en dos películas: Prefontaine de 1997 con Jared Leto, y Without Limits de 1998 con Billy Crudup, así como el documental  Fire on the Track.

## Marcas personales
Al momento de su muerte, Prefontaine ostentaba todas las marcas nacionales en todas las carreras desde los 2000 m hasta los 10 000 m. 
| Superficie    | Evento      | Marca    | Fecha               | Lugar     | Notas                                                                                |
| ------------- | ----------- | -------- | ------------------- | --------- | ------------------------------------------------------------------------------------ |
| Cielo abierto | 1500 m      | 3:38,1   | 28 de junio de 1973 | Helsinki  |                                                                                      |
| Cielo abierto | Milla       | 3:54,6   | 20 de junio de 1973 | Eugene    |                                                                                      |
| Cielo abierto | 2000 m      | 5:01,4   | 9 de mayo de 1975   | Coos Bay  | Récord nacional.                                                                     |
| Cielo abierto | 3000 m      | 7:42,6   | 2 de julio de 1974  | Milán     | Récord nacional, superado por Rudy Chapa el 10 de mayo de 1979.                      |
| Cielo abierto | Dos millas  | 8:18,29  | 18 de julio de 1974 | Estocolmo | Récord nacional, superado por Marty Liquori el 17 de julio de 1976.                  |
| Cielo abierto | Tres millas | 12:51,4  | 8 de junio de 1974  | Eugene    | Récord nacional.                                                                     |
| Cielo abierto | 5000 m      | 13:21,87 | 26 de junio de 1974 | Helsinki  | Récord nacional, superado por Duncan Macdonald, el 10 de agosto de 1976.             |
| Cielo abierto | Seis millas | 26:51,4  | 27 de abril de 1974 | Eugene    | Récord nacional, impuesto en las primeras seis millas de la carrera de 10000 metros. |
| Cielo abierto | 10000 m     | 27:43,6  | 27 de abril de 1974 | Eugene    | Récord nacional, superado por Craig Virgin el 17 de junio de 1979.                   |

## Marcas de competencia

### Marcas destacadas
| Año  | Certamen                           | Lugar        | Posición | Evento   | Marca    | Notas                                                                                |
| ---- | ---------------------------------- | ------------ | -------- | -------- | -------- | ------------------------------------------------------------------------------------ |
| 1968 | Corvallis Invitational             | Corvallis    | 1°       | 2 millas | 9:01,3   | Récord de la secundaria de Oregón.                                                   |
| 1969 | Corvallis Invitational             | Corvallis    | 1°       | 2 millas | 8:41,5   | Marca nacional de secundaria.                                                        |
| 1969 | Coos County Meet                   | Coos Bay     | 1°       | Milla    | 4:06,9   | Marca de secundaria del estado de Oregón.                                            |
| 1969 | US-USSR-Commonwealth Meet          | Los Ángeles  | 5°       | 5000 m   | 14:40,0  | Primer evento internacional de Prefontaine.                                          |
| 1970 | Oregon Twilight Meet               | Eugene       | 3°       | Milla    | 3:57,4   | Primera marca por debajo de los 4 minutos.                                           |
| 1971 | Oregón vs. UCLA                    | Westwood     | 1°       | Milla    | 3:59,1   |                                                                                      |
| 1971 | Oregon Twilight Meet               | Eugene       | 2°       | Milla    | 3:57,4   |                                                                                      |
| 1971 | USA vs. URSS All Stars             | Berkeley     | 1°       | 5000 m   | 13:30,4  | Récord nacional.                                                                     |
| 1971 | Juegos Panamericanos de 1971       | Cali         | 1°       | 5000 m   | 13:52,53 |                                                                                      |
| 1972 | Oregon Indoor Invitational         | Portland     | 1°       | 2 millas | 8:26,6   | Récord a nivel de Universidad.                                                       |
| 1972 | All-Comers Spring Break Meet       | Bakersfield  | 1°       | 6 millas | 27:22,4  | Récord a nivel de Universidad.                                                       |
| 1972 | Oregon Twilight Meet               | Eugene       | 1°       | Milla    | 3:56,7   |                                                                                      |
| 1972 | Oregon vs. Washington St.          | Eugene       | 1°       | 5000 m   | 13:29,6  | Récord nacional.                                                                     |
| 1972 | Rose Festival                      | Gresham      | 1°       | 3000 m   | 7:45,8   | Récord nacional.                                                                     |
| 1972 | US Olympic Trials                  | Eugene       | 1°       | 5000 m   | 13:22,8  | Récord nacional.                                                                     |
| 1972 | Bislett Games                      | Oslo         | 2°       | 1500 m   | 3:39,4   |                                                                                      |
| 1972 | Bislett Games                      | Oslo         | 1°       | 3000 m   | 7:44,2   | Récord nacional.                                                                     |
| 1972 | Juegos Olímpicos de 1972           | Múnich       | 4°       | 5000 m   | 13:28,4  |                                                                                      |
| 1972 | Zauli Memorial                     | Roma         | 2°       | 5000 m   | 13:26,4  | Celebrado tres días después de los Juegos Olímpicos.                                 |
| 1973 | Los Angeles Invitational           | Los Ángeles  | 1°       | 2 millas | 8:27,4   |                                                                                      |
| 1973 | LA Times Invitational Indoor Games | Inglewood    | 1°       | Milla    | 3:59,2   |                                                                                      |
| 1973 | Oregon Twilight II Meet            | Eugene       | 1°       | 2 millas | 8:24,6   | Récord nacional en pista cubierta.                                                   |
| 1973 | Hayward Field Restoration Meet     | Eugene       | 2°       | Milla    | 3:54,6   |                                                                                      |
| 1973 | World Games                        | Helsinki     | 2°       | 5000 m   | 13:22,4  | Récord nacional.                                                                     |
| 1974 | Sunkist Invitational Indoor Meet   | Los Ángeles  | 1°       | 2 millas | 8:33,0   |                                                                                      |
| 1974 | LA Times Invitational Indoor Games | Inglewood    | 2°       | Milla    | 3:59,5   |                                                                                      |
| 1974 | Oregon Twilight Meet               | Eugene       | 1°       | 10000 m  | 27:43,6  | Récord nacional; implantó además marca de las 6 millas (26:51,4).                    |
| 1974 | Hayward Field Restoration Meet     | Eugene       | 1°       | 3 millas | 12:51,4  | Récord nacional.                                                                     |
| 1974 | World Games                        | Helsinki     | 2°       | 5000 m   | 13:31,9  | Récord nacional.                                                                     |
| 1974 | Reunión internacional              | Milán        | 2°       | 3000 m   | 7:42,6   | Récord nacional.                                                                     |
| 1974 | July Games                         | Estocolmo    | 3°       | 2 millas | 8:18,4   | Récord nacional.                                                                     |
| 1975 | CYO Invitational Indoor Meet       | College Park | 2°       | Milla    | 3:58,6   |                                                                                      |
| 1975 | Sunkist Invitational Indoor Meet   | Los Ángeles  | 1°       | 2 millas | 8:27,4   |                                                                                      |
| 1975 | Oregon Twilight Meet               | Eugene       | 1°       | 10000 m  | 28:09,4  |                                                                                      |
| 1975 | Finnish Tour                       | Coos Bay     | 1°       | 2000 m   | 5:01,4   | Récord nacional.                                                                     |
| 1975 | Modesto Relays                     | Modesto      | 1°       | 2 millas | 8:36,4   |                                                                                      |
| 1975 | NCAA Prep                          | Eugene       | 1°       | 5000 m   | 13:23,8  | Última carrera y 25ª victoria consecutiva en una competencia por encima de la milla. |

### Campeonatos nacionales de los Estados Unidos
| Año  | Certamen                          | Lugar       | Posición | Evento   | Notas   |
| ---- | --------------------------------- | ----------- | -------- | -------- | ------- |
| 1969 | Campeonato de Atletismo de la AAU | Miami       | 4°       | 3 millas | 13:43,0 |
| 1970 | Campeonato de Atletismo de la AAU | Bakersfield | 5°       | 3 millas | 13:26,0 |
| 1971 | Campeonato de Atletismo de la AAU | Eugene      | 1°       | 3 millas | 12:58,6 |
| 1973 | Campeonato de Atletismo de la AAU | Bakersfield | 1°       | 3 millas | 12:53,4 |

### Campeonatos de la NCAA
Mientras corrió para la Universidad de Oregón, Prefontaine ganó siete títulos de la NCAA: tres en campo a través (1970, 1971 y 1973); y cuatro en la pista atlética (1970, 1971, 1972 y 1973). De hecho, fue el primer atleta que ganó cuatro títulos de la NCAA en el mismo evento.

#### Campo a través
| Año                             | Certamen                        | Ciudad       | Pos. | Notas   |
| ------------------------------- | ------------------------------- | ------------ | ---- | ------- |
| Representando a la U. de Oregón |                                 |              |      |         |
| 1969                            | Campeonato de campo través NCAA | Bronx        | 3°   | 29:12,0 |
| 1970                            | Campeonato de campo través NCAA | Williamsburg | 1°   | 28:00,2 |
| 1971                            | Campeonato de campo través NCAA | Knoxville    | 1°   | 29:14,0 |
| 1973                            | Campeonato de campo través NCAA | Spokane      | 1°   | 28:14,8 |

#### Eventos de pista
| Año                             | Certamen                     | Ciudad      | Pos. | Evento   | Notas   |
| ------------------------------- | ---------------------------- | ----------- | ---- | -------- | ------- |
| Representando a la U. de Oregón |                              |             |      |          |         |
| 1970                            | Campeonato de atletismo NCAA | Des Moines  | 1°   | 3 millas | 13:22,0 |
| 1971                            | Campeonato de atletismo NCAA | Seattle     | 1°   | 3 millas | 13:20,1 |
| 1972                            | Campeonato de atletismo NCAA | Eugene      | 1°   | 5000 m   | 13:31,4 |
| 1973                            | Campeonato de atletismo NCAA | Baton Rouge | 1°   | 3 millas | 13:05,3 |

### Campeonatos de secundaria de Oregón

#### Campo a través
| Año                                    | Certamen                             | Ciudad | Pos. | Notas   |
| -------------------------------------- | ------------------------------------ | ------ | ---- | ------- |
| Representando a Marshfield High School |                                      |        |      |         |
| 1965                                   | Campeonato de campo través de Oregón |        | 53°  | [ 34 ]  |
| 1966                                   | Campeonato de campo través de Oregón |        | 6°   | 12:36   |
| 1967                                   | Campeonato de campo través de Oregón |        | 1°   | 12:13,8 |
| 1968                                   | Campeonato de campo través de Oregón |        | 1°   | 11:30,2 |

#### Eventos de pista
| Año                                    | Certamen                          | Ciudad    | Pos. | Evento   | Notas  |
| -------------------------------------- | --------------------------------- | --------- | ---- | -------- | ------ |
| Representando a Marshfield High School |                                   |           |      |          |        |
| 1968                                   | Campeonato de atletismo de Oregón | Corvallis | 1°   | 2 millas | 9:02,7 |
| 1969                                   | Campeonato de atletismo de Oregón | Corvallis | 1°   | Milla    | 4:08,4 |
| 1969                                   | Campeonato de atletismo de Oregón | Corvallis | 1°   | 2 millas | 9:03,0 |